# Кольно (Мазовецьке воєводство)
Кольно (пол. Kolno) — село в Польщі, у гміні Посвентне Воломінського повіту Мазовецького воєводства.
Населення — 138 осіб (2011).
У 1975—1998 роках село належало до Седлецького воєводства.

## Демографія
Демографічна структура станом на 31 березня 2011 року:
|          | Загалом | Допрацездатний вік | Працездатний вік | Постпрацездатний вік |
| -------- | ------- | ------------------ | ---------------- | -------------------- |
| Чоловіки | 70      | 12                 | 50               | 8                    |
| Жінки    | 68      | 16                 | 35               | 17                   |
| Разом    | 138     | 28                 | 85               | 25                   |